# Mariko Daouda
Pour les articles homonymes, voir Daouda (homonymie).
Mariko Daouda est un footballeur ivoirien né le 13 novembre 1981 à Abidjan. Il évolue au poste de défenseur.
Mariko Daouda a joué 125 matchs en 1re division roumaine et a inscrit 4 buts dans ce championnat. Il a également disputé 3 matchs en Coupe de l'UEFA.

## Carrière
- 1997-2000 : Stade d'Abidjan  Côte d'Ivoire
- 2000-2002 : AC Bellinzone  Suisse
- 2002-2005 : Universitatea Craiova  Roumanie
- 2005 : Dinamo Bucarest  Roumanie
- 2005-2007 : FC Argeș Pitești  Roumanie
- 2007-2008 : Dacia Mioveni  Roumanie
- 2008 : Tianjin TEDA  Chine
- 2008-2010 : Dacia Mioveni  Roumanie
- 2010 : Chongqing Lifan  Chine[1]